# 柴宗訓
柴 宗訓（さい そうくん）は、五代後周の第3代皇帝。後世の史家は恭帝と呼び習わしている。趙匡胤（宋の太祖）に帝位を禅譲した後は鄭王に封じられて天寿を全うした。

## 生涯
父・柴栄が節度使を務めていた澶州（現在の河南省濮陽市）に生まれる。長兄の越王柴宗誼らが北漢によって殺害されたので、実質的に太子となった。父の即位に際して梁王に封じられるが、7歳の時に父帝の崩御によって皇帝に即位した。幼少のため、皇太后符氏（小符皇后、のちに周太后と呼ばれる）が政務をみて范質・王溥・趙匡胤らがこれを補佐した。
顕徳7年（960年）正月、柴栄の死を知った遼・北漢連合軍が南下して後周を攻撃した。皇太后らは趙匡胤に迎撃を命じた。ところが、首都開封の東北の陳橋駅において、幼帝に不安を抱いた軍人たちが反乱を起こし、趙匡胤を皇帝に擁立して開封を占領した。これにより、柴宗訓が帝位を禅譲して趙匡胤は宋王朝を開いた（陳橋の変）。
趙匡胤（太祖）は、柴宗訓を鄭王に封じて房州（現在の湖北省十堰市房県）に移した。そして房州の太守に自らの師である辛文悦を任じて柴宗訓の守役を兼ねさせた。これは従来の禅譲劇と違って柴宗訓を殺害する意思のないことを内外に示した人事であった。柴宗訓が21歳で病死すると、この報を聞いた趙匡胤は深く悲しんで皇帝の形式による葬儀を執り行ったという。

## 年号
- 顕徳 （960年）